# East Bergholt

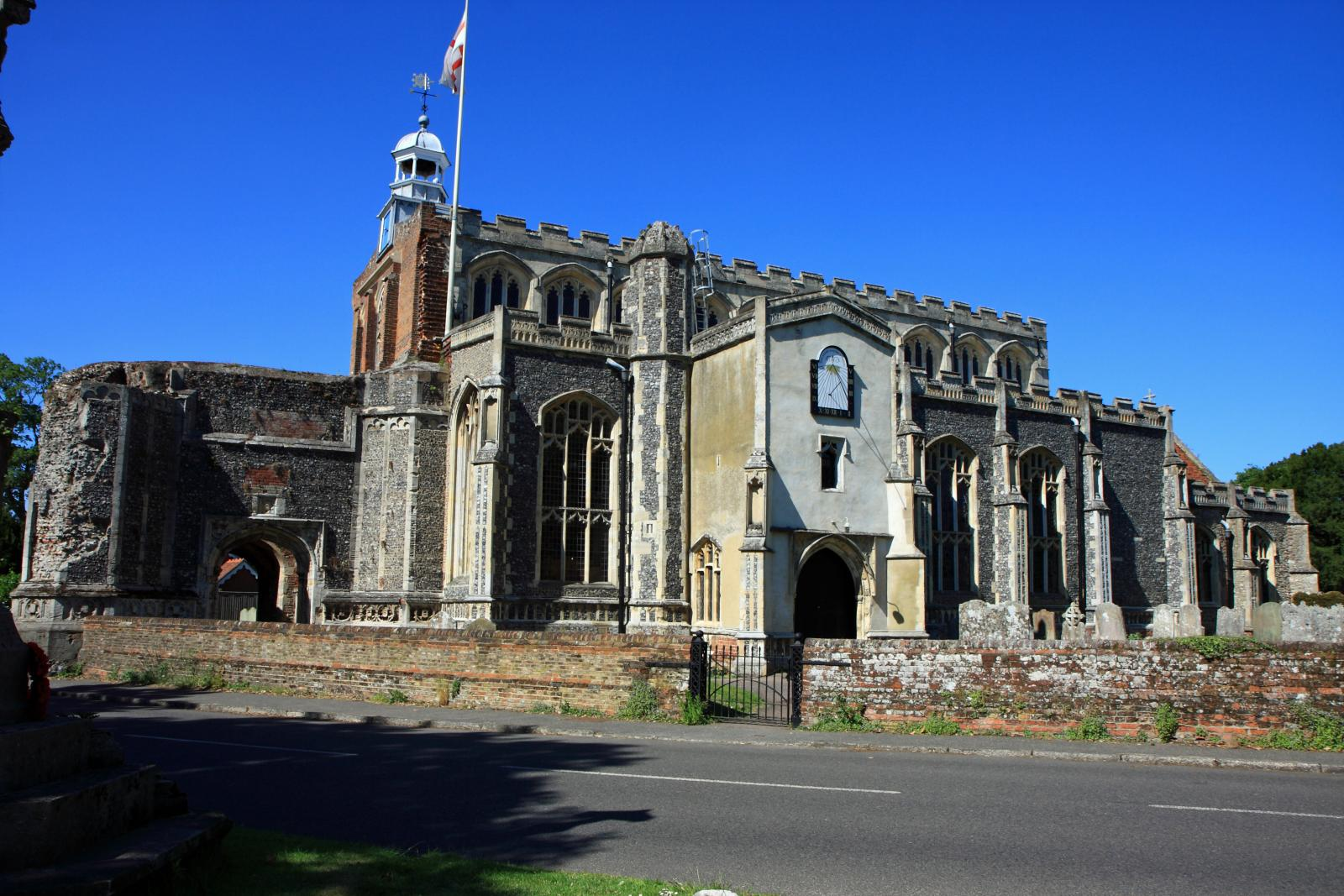
East Bergholt: la chiesa di Santa Maria

East Bergholt è un villaggio con status di parrocchia civile dell'Inghilterra sud-orientale, facente parte della contea del Suffolk e del distretto di Babergh e situato lungo il corso del fiume Stour. Conta una popolazione di circa 2.900 abitanti.
Il villaggio è noto per aver dato i natali al celebre pittore John Constable.

## Geografia fisica
East Bergholt si lungo la sponda nord-orientale del fiume Stour  e tra i villaggi di Holton St Mary e Cattawade (rispettivamente a sud/sud-est della prima e a nord/nord-ovest della seconda) e tra i villaggi di Stratford St Mary e Bentley (rispettivamente ad est della prima e ad ovest/sud-ovest della seconda)
Nei pressi di East Bergholt si trova il villaggio di Flatford, immortalato in alcuni dipinti di John Constable.

## Monumenti e luoghi d'interesse

### Architetture religiose

#### Chiesa di Santa Maria Vergine
Principale edificio religioso di East Bergholt è la chiesa di Santa Maria Vergine, il cui campanile risale al 1525.

### Architetture civili

#### East Bergholt Place
Altro edificio d'interesse è East Begholt Place, una residenza con giardini costruita tra il 1900 e il 1914.

## Società

### Evoluzione demografica
Nel 2017, la popolazione della parrocchia civile di East Bergholt era stimata in 2.888 abitanti, di cui 1.466 erano donne e 1.422 erano uomini.
La popolazione al di sotto dei 18 anni era pari a 564 unità (di cui 246 erano i bambini al di sotto dei 10 anni), mentre la popolazione dai 65 anni in su era pari a 841 unità (di cui 226 erano le persone dagli 80 anni in su).
La località ha conosciuto un decremento demografico rispetto al 2011, quando la popolazione censita era pari 2.765 unità e al 2001, quando la popolazione censita era pari a 2.689 unità.